# A Pentagon titkai
A Pentagon titkai (eredeti cím: The Post) 2017-ben bemutatott amerikai filmthriller, amelyet Steven Spielberg rendezett. A főbb szerepekben Meryl Streep, Tom Hanks, Sarah Paulson, Bob Odenkirk és Tracy Letts látható.
Amerikában 2017. december 22-én, Magyarországon 2018. február 22-én mutatták be a mozikban.

## Cselekmény
1971-ben a The New York Times részleteket közölt egy szigorúan titkos jelentésből, aminek alapján a közvélemény tudomást szerzett arról, hogy az Amerikai Egyesült Államok kormánya a vietnámi háborúval kapcsolatban félrevezette a közvéleményt. A kormány bíróság elé idézte a lapot és nemzetbiztonsági érdekekre hivatkozva eltiltotta attól, hogy a jelentésből további részleteket hozzanak nyilvánosságra. A jelentés másolatát eljuttatták a the Washington Post-hoz. Ezzel a lap szerkesztősége dilemmába került: vagy tartják magukat a bíróság döntéséhez és nem közlik a jelentésben foglaltakat, vagy a nyilvánosságra hozatallal törvényeket sérthetnek. Katherine Grahamnak, a lap tulajdonosnak döntenie kell. Graham vállalja a kockázatot, és további részleteket közölnek a jelentésből. A főszerkesztővel Ben Bradleeval közösen egészen a Legfelsőbb Bíróságig elmennek, hogy nyilvánosságra kerülhessenek a háború értelmetlenségét leleplező iratok.

## Szereplők
| Szereplő          | Színész           | Magyar hang        |
| ----------------- | ----------------- | ------------------ |
| Katharine Graham  | Meryl Streep      | Ráckevei Anna      |
| Ben Bradlee       | Tom Hanks         | Kőszegi Ákos       |
| Tony Bradlee      | Sarah Paulson     | Kisfalvi Krisztina |
| Ben Bagdikian     | Bob Odenkirk      | Juhász György      |
| Fritz Beebe       | Tracy Letts       | Hirtling István    |
| Arthur Parsons    | Bradley Whitford  | Kassai Károly      |
| Robert McNamara   | Bruce Greenwood   | Csankó Zoltán      |
| Daniel Ellsberg   | Matthew Rhys      | Szabó Máté         |
| Lally Graham      | Alison Brie       | Csuha Bori         |
| Meg Greenfield    | Carrie Coon       | Ruttkay Laura      |
| Roger Clark       | Jesse Plemons     | Renácz Zoltán      |
| Howard Simons     | David Cross       | Harmath Imre       |
| Anthony Essaye    | Zach Woods        | Szabó Andor        |
| A. M. Rosenthal   | Michael Stuhlbarg | Hajdu Steve        |
| Art Buchwald      | David Costabile   | Kapácsy Miklós     |
| Philip L. Geyelin | Pat Healy         | Szűcs Péter Pál    |
| Eugene Patterson  | John Rue          | Konrád Antal       |
| Murray Marder     | Rick Holmes       | Kis Horváth Zoltán |
| Chalmers Roberts  | Philip Casnoff    | Fehér Péter        |
| Judith Martin     | Jessie Mueller    | Ferencz Gabriella  |
| Donald E. Graham  | Stark Sands       | Potocsny Andor     |
| Paul Ignatius     | Brent Langdon     | Áron László        |
| Punch Sulzberger  | Gary Wilmes       | Fekete Zoltán      |
| Liz Hylton        | Jennifer Dundas   | Dóka Andrea        |

### Magyar változat
- Bemondó: Endrédi Máté
- Magyar szöveg: Csalló Kinga
- Hangmérnök: Kelemen Tamás
- Vágó: Orosz Dávid
- Gyártásvezető: Boskó Andrea
- Szinkronrendező: Kosztola Tibor
- Produkciós vezető: Kovács Anita

A szinkront a Pannonia Dubbing Solutions Kft. készítette el.

## A film készítése
2016 októberében Amy Pascal megnyerte a licitet Liz Hannah A Pentagon titkai című forgatókönyvének jogaiért. 2017 februárjában Steven Spielberg lemondta a The Kidnapping of Edgardo Mortara című projektjét a The Weinstein Company-vel, miután nem sikerült megfelelő gyerekszereplőt találni, így szabaddá vált az időbeosztása más potenciális filmek rendezésére. A következő hónapban bejelentették, hogy Spielberg tárgyalásokat folytat a film rendezéséről és produceri feladatairól, míg Meryl Streep és Tom Hanks a főszereplők, Katharine Graham és Ben Bradlee szerepeiről egyeztetett. Ez volt első alkalom, hogy Spielberg, Streep és Hanks közösen dolgoztak egy filmen.
Spielberg elolvasta a forgatókönyvet, és úgy döntött, hogy a lehető leghamarabb megrendezi a filmet, mondván: „amikor elolvastam a forgatókönyv első változatát, ez nem volt olyasmi, amit három vagy két évig váratni lehetett — ez egy olyan történet volt, amit ma kellett elmesélnünk.” A film munkálatait párhuzamosan végezte a vizuális effektusokban gazdag Ready Player One utómunkálataival, ami nem volt ismeretlen helyzet számára, hiszen az 1990-es évek elején hasonlóképpen dolgozott a Jurassic Park és a Schindler listája című filmeken. Josh Singer tíz héttel a forgatás kezdete előtt csatlakozott, hogy átdolgozza a forgatókönyvet.
A forgatás kezdetekor több olyan The New York Times-hoz köthető személy, akik részt vettek a Pentagon-iratok ügyében — köztük James Greenfield, James Goodale, Allan M. Siegal és Max Frankel — ellenezték a film elkészültét, mivel szerintük a forgatókönyv nem hangsúlyozta eléggé a Times szerepét a történet kirobbantásában. Goodale, aki akkoriban a Times házon belüli jogásza volt, később úgy jellemezte a filmet, mint „jó film, de rossz történelem”.
Spielberg az eredeti Nixon-felvételeket használta a Fehér Házból: nem alkalmaztak szinkronszínészt a szerepre, Nixon csak árnyképként jelenik meg.

### Forgatás
A film forgatása 2017. május 30-án kezdődött New Yorkban. Steven Spielberg 2017. november 6-án fejezte be a film végleges vágását, a végső hangkeverést és a zenei aláfestést pedig egy héttel később, november 13-án zárták le.